# 亨德森縣 (北卡羅萊納州)
亨德森縣（英語：Henderson County）是美國北卡羅萊納州西部的一個縣，南鄰南卡羅萊納州。面積972平方公里。根据美國2000年人口普查，共有人口89,173人。縣治亨德森維爾 （Hendersonville）。
成立於1838年。縣名紀念北卡羅萊納州最高法院的首席法官倫納德·亨德森 （Leonard Henderson）。